# Baréin en los Juegos Paralímpicos de Nueva York y Stoke Mandeville 1984
Baréin estuvo representado en los Juegos Paralímpicos de Nueva York y Stoke Mandeville 1984 por doce deportistas, diez hombres y dos mujeres.

## Medallistas
El equipo paralímpico bareiní obtuvo las siguientes medallas:
| Nombre      | Deporte   | Evento               |
| ----------- | --------- | -------------------- |
| Oro         |           |                      |
| —           |           |                      |
| Plata       |           |                      |
| —           |           |                      |
| Bronce      |           |                      |
| Adel Sultan | Atletismo | 100 m 5 masculino    |
| K. Alqatam  | Atletismo | Jabalina 5 masculino |